# (3185) Clintford
(3185) Clintford (1953 VY1; 1931 TP3; 1942 VE; 1953 XC; 1964 WH1; 1978 OO; 1982 VC; 1982 VU5) ist ein ungefähr zehn Kilometer großer Asteroid des inneren Hauptgürtels, der am 11. November 1953 im Rahmen des Indiana Asteroid Programs am Goethe-Link-Observatorium in Brooklyn, Indiana, Vereinigte Staaten (IAU-Code 760) entdeckt wurde. Durch das Indiana Asteroid Program wurden insgesamt 119 Asteroiden neu entdeckt.

## Benennung
(3185) Clintford wurde nach Clinton B. Ford (1913–1992) benannt, der ab 1948 Sekretär und ab 1961 Präsident der American Association of Variable Star Observers war. 1965 unterstützte er die Gründung des heutigen Ford-Observatoriums (Clinton B. Ford Observatory) in Wrightwood im Süden Kaliforniens, eines Amateurobservatoriums mit einem 0,46-m-Teleskop zur Beobachtung Veränderlicher Sterne. Er gab auch Kurse in Astronomie an der Brown University und am Smith College. 1987 erhielt er den Amateur Achievement Award der Astronomical Society of the Pacific für seine Beiträge zur Wissenschaft und zur Förderung der Amateurastronomie.